# Cis cognatissimus
Cis cognatissimus là một loài bọ cánh cứng trong họ Ciidae. Loài này được Perkins miêu tả khoa học năm 1900.